# Teorema de los números primos
En teoría de números, el teorema de los números primos es un enunciado que describe la distribución asintótica de los números primos. Este teorema da una descripción general de cómo están distribuidos los números primos en el conjunto de los números naturales. Esto formaliza la idea intuitiva de que los primos son menos comunes cuanto más grandes son. Es uno de los teoremas más importantes de la historia de las matemáticas, no solo por su belleza sino por su influencia en el desarrollo posterior de la investigación de los números primos.
El teorema también es conocido como teorema del número primo o teorema del número de primos.
La primera distribución encontrada es π ( N ) ~ Nln ( N ), donde π ( N ) es la función contador de números primos (el número de primos menor o igual a N ) y ln( N ) es el logaritmo natural de N. Esto significa que para un N suficientemente grande, la probabilidad de que un entero aleatorio no mayor que N sea primo es muy cercana a  1ln ( N ). En consecuencia, un número entero aleatorio con un máximo de 2n dígitos (para un n suficientemente grande) tiene aproximadamente la mitad de probabilidades de ser primo que un número entero aleatorio con un máximo de n dígitos. Por ejemplo, entre los enteros positivos de 1000 dígitos como máximo, aproximadamente uno de cada 2300 es primo (ln (101000) ≈ 2302.6), mientras que entre los enteros positivos de 2000 dígitos como máximo, aproximadamente uno de cada 4600 es primo (ln (102000) ≈ 4605.2). En otras palabras, el intervalo medio entre números primos consecutivos entre los primeros N enteros es aproximadamente ln ( N ).

## Expresión del teorema

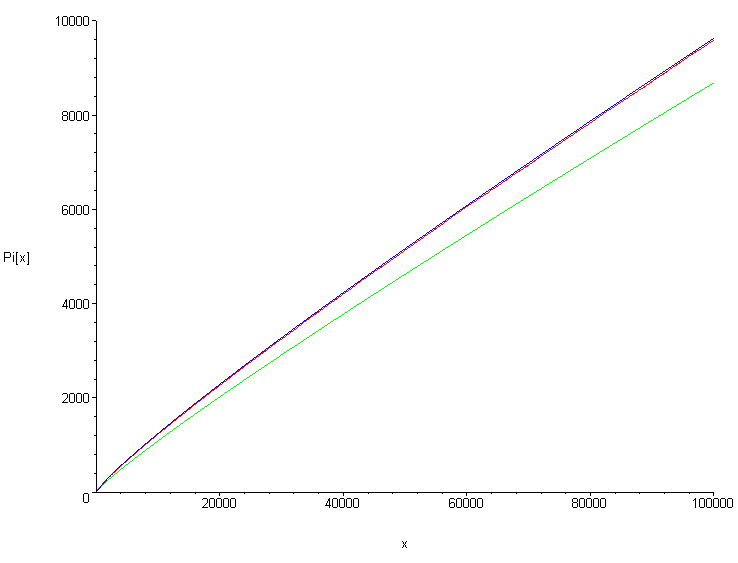
Gráfico comparativo de π(x) (rojo), x / ln x (verde) y Li(x) (azul).

Sea {\displaystyle \pi (x)\,}la función contador de números primos, que denota la cantidad de primos que no exceden a {\displaystyle x\,}. El teorema establece que:
| {\displaystyle \pi (x)\sim {\frac {x}{\ln(x)}}}, donde {\displaystyle \ln(x)} es el logaritmo natural de {\displaystyle x}. |

Esta expresión no implica que la diferencia de las dos partes de la misma para valores de {\displaystyle x} muy grandes sea cero; sólo implica que el cociente de éstas para valores de {\displaystyle x\,}muy grandes es casi igual a 1.
Una mejor aproximación que la anterior viene dada por la integral logarítmica desplazada:
| {\displaystyle \pi (x)\approx \operatorname {Li} (x)} , donde {\displaystyle \operatorname {Li} (x)} es la integral logarítmica desplazada de {\displaystyle x}. |

## Historia
En 1792 o 1793, estando aún en el Collegium Carolinum, y siempre según el propio Gauss («ins Jahr 1792 oder 1793»), este anotó en su libreta de notas:
«Números primos menores que a (= ∞) a/la», que en lenguaje moderno quiere decir que π ( a ) para valores cada vez más grandes se acerca al cociente aln a y se considera como «la primera conjetura del teorema de los números primos». Además la función π ( x ), que indica la cantidad de números primos que no superan a x, fue definida por Gauss.
El teorema de los números primos también fue conjeturado por Adrien-Marie Legendre en 1798, indicando que π ( x ) parecía tener la forma  a A ln ( a ) + B , donde A y B son constantes no especificadas. En la segunda edición de su libro de teoría de números (1808) hizo una conjetura más precisa, indicando que A = 1 y B = −1.08366.  La conjetura fue posteriormente refinada por Gauss con la expresión que, actualmente, se asocia más frecuentemente al teorema. Prestaron contribuciones significativas sobre esta proposición Legendre, Gauss, Dirichlet, Chebychev y Riemann.
La demostración formal del teorema la hicieron de forma independiente tanto Jacques Hadamard como Charles-Jean de la Vallée Poussin en el año 1896. Ambas demostraciones se basaban en el resultado de que la función zeta de Riemann {\displaystyle \zeta (z)\,}no tiene ceros de la forma  s = 1 + it  con t > 0. En realidad la demostración se hizo sobre una expresión algo más estricta de lo que se indica en la definición anterior del teorema, siendo la expresión demostrada por Hadamard y Poussin la siguiente:
{\displaystyle \pi (x)\approx {\mbox{Li}}(x)}
...donde:
{\displaystyle {\mbox{Li}}(x)=\int _{2}^{x}{\frac {dy}{\ln(y)}}}.
Desde 1896 la expresión asociada al teorema de los números primos ha sido mejorada sucesivamente, siendo la mejor aproximación actual la dada por:
{\displaystyle \pi (x)={\rm {Li}}(x)+O\left(x\,\exp \left(-{\frac {A(\ln x)^{3/5}}{(\ln \ln x)^{1/5}}}\right)\right)}

donde {\displaystyle O(f(x))\,}se define como la función asintótica a {\displaystyle f(x)\,}y {\displaystyle A\,}es una constante indeterminada.
Para valores de {\displaystyle x\,}pequeños se había demostrado que {\displaystyle \pi (x)<{\mbox{Li}}(x)\,}, lo que llevó a conjeturar a varios matemáticos en la época de Gauss que {\displaystyle {\mbox{Li}}(x)\,}era una cota superior estricta de {\displaystyle \pi (x)\,}(esto es que la ecuación {\displaystyle \pi (x)-{\mbox{Li}}(x)=0\,}no tiene soluciones reales). No obstante, en 1912 J. E. Littlewood demostró que dicha cota es cruzada para valores de {\displaystyle x\,}suficientemente grandes. El primero de ellos se conoce como primer número de Skewes, y actualmente se sabe que es inferior a {\displaystyle \scriptstyle 10^{317}\,}, aunque se piensa que puede ser inferior incluso a {\displaystyle \scriptstyle 10^{176}\,}. En 1914 Littlewood amplió su demostración con la inclusión de múltiples soluciones a la ecuación {\displaystyle \pi (x)-{\mbox{Li}}(x)=0\,}. Muchos de estos valores y hallazgos están asociados a la validez de la hipótesis de Riemann.

## Historia de la demostración de la ley asintótica de los números primos
Basándose en las tablas de Anton Felkel y Jurij Vega, Adrien-Marie Legendre conjeturó en 1797 o 1798 que π ( a ) es aproximada por la función   a A ln ( a ) + B, donde A y B son constantes no especificadas. En la segunda edición de su libro sobre teoría de números (1808) hizo entonces una conjetura más precisa, con A = 1 y B = -1.08366. Carl Friedrich Gauss consideró la misma cuestión a la edad de 15 o 16 años «en el año 1792 o 1793», según su propio recuerdo en 1849. En 1838 Peter Gustav Lejeune Dirichlet ideó su propia función de aproximación, la integral logarítmica, li ( x ) (bajo la forma ligeramente distinta de una serie, que comunicó a Gauss). Tanto las fórmulas de Legendre como las de Dirichlet implican la misma equivalencia asintótica conjeturada de π ( x ) y  x ln ( x )  indicada anteriormente, aunque resultó que la aproximación de Dirichlet es considerablemente mejor si se consideran las diferencias en lugar de los cocientes.
En dos artículos de 1848 y 1850, el matemático ruso Pafnuty Chebyshev intentó demostrar la ley asintótica de distribución de los números primos. Su trabajo destaca por el uso de la función zeta ζ ( s ), para valores reales del argumento s, como en trabajos de Leonhard Euler, ya en 1737. Los trabajos de Chebyshev fueron anteriores a la célebre memoria de Riemann de 1859, y logró demostrar una forma ligeramente más débil de la ley asintótica, a saber, que si el límite a medida que x va al infinito de  π ( x ) x / ln ( x )  existe en absoluto, entonces es necesariamente igual a uno. Pudo demostrar incondicionalmente que este cociente está acotado por arriba y por abajo por dos constantes explícitamente dadas cercanas a 1, para todo x suficientemente grande. Aunque el trabajo de Chebyshev no demostró el Teorema de los Números Primos, sus estimaciones para π ( x ) fueron lo suficientemente sólidas como para demostrar el postulado de Bertrand de que existe un número primo entre n y 2n para cualquier número entero n ≥ 2.
Un trabajo importante sobre la distribución de los números primos fue la memoria de Riemann de 1859 «Sobre el número de primos menores que una magnitud dada», el único trabajo que escribió sobre el tema. Riemann introdujo nuevas ideas en el tema, principalmente que la distribución de los números primos está íntimamente relacionada con los ceros de la función zeta de Riemann ampliada analíticamente de una variable compleja. En particular, es en este trabajo donde se origina la idea de aplicar los métodos del análisis complejo al estudio de la función real π ( x ). Ampliando las ideas de Riemann, dos pruebas de la ley asintótica de la distribución de los números primos fueron halladas independientemente por Jacques Hadamard y Charles Jean de la Vallée Poussin y aparecieron el mismo año (1896). Ambas demostraciones utilizaban métodos del análisis complejo, estableciendo como paso principal de la demostración que la función zeta de Riemann ζ ( s ) es distinta de cero para todos los valores complejos de la variable s que tienen la forma s = 1 + it con t > 0.
Durante el siglo XX, el teorema de Hadamard y de la Vallée Poussin también se conoció como el Teorema de los Números Primos. Se encontraron varias pruebas diferentes del mismo, incluyendo las pruebas «elementales» de Atle Selberg y Paul Erdős (1949). Las pruebas originales de Hadamard y de la Vallée Poussin son largas y elaboradas; pruebas posteriores introdujeron varias simplificaciones mediante el uso de teoremas de Tauber, pero siguieron siendo difíciles de digerir. Una prueba corta fue descubierta en 1980 por el matemático estadounidense Donald J. Newman. La prueba de Newman es posiblemente la prueba más sencilla conocida del teorema, aunque no es elemental en el sentido de que utiliza el teorema integral de Cauchy del análisis complejo.

## Relación con la hipótesis de Riemann
Dada la conexión que hay entre la función zeta de Riemann ζ ( s ) y π ( x ), la hipótesis de Riemann es muy importante en teoría de números, y por supuesto, en el teorema de los números primos.
Si la hipótesis de Riemann se cumple, entonces el término error que aparece en el teorema de los números primos puede acotarse de la mejor manera posible. Concretamente, Helge von Koch demostró en 1901 que:
{\displaystyle \pi (x)={\rm {Li}}(x)+O\left({\sqrt {x}}\ln x\right).}
si y sólo si la hipótesis de Riemann se cumple. Una variante refinada del resultado de Koch, dada por Lowel Schoenfeld en 1976, afirma que la hipótesis de Riemann es equivalente al siguiente resultado:
{\displaystyle \pi (x)-\operatorname {Li} (x)|<{\frac {1}{8\pi }}{\sqrt {x}}\,\ln(x),\qquad {\text{para todo }}x\geq 2657.}

## Aproximaciones para el enésimo número primo
Como consecuencia del teorema de los números primos, se obtiene una expresión asintótica para el enésimo número primo, denotado por pn:
{\displaystyle p_{n}\approx n\ln n.}
Una aproximación mejor es:
{\displaystyle p_{n}=n\ln n+n\ln \ln n+{\frac {n}{\ln n}}{\big (}\ln \ln n-\ln n-2{\big )}+O\left({\frac {n(\ln \ln n)^{2}}{(\ln n)^{2}}}\right).}

## Teorema de los números primos para progresiones aritméticas
Sea {\displaystyle \pi _{n,a}(x)} la función que denota el número de primos en una progresión aritmética a, a+n, a+2n, a+3n, … menor que x. Dirichlet y Legendre conjeturaron, y Vallée-Poussin demostró, que, si a y n son coprimos, entonces:
{\displaystyle \pi _{n,a}(x)\sim {\frac {1}{\varphi (n)}}\mathrm {Li} (x),}
donde φ(·) es la función φ de Euler. En otras palabras, los números primos se distribuyen uniformemente entre los residuos de clases [a] módulo n con mcd(a, n) = 1. Esto puede demostrarse usando métodos similares utilizados por Newman en su demostración del teorema de los números primos.
El teorema de Siegel–Walfisz da una buena estimación de la distribución de los números primos en los residuos de clases.

### Carrera de números primos
Aunque tenemos, en particular, que
{\displaystyle \pi _{4,1}(x)\sim \pi _{4,3}(x),\,}
empíricamente los primos congruentes con 3 son más numerosos y están casi siempre delante en esta «carrera de números primos», la primera inversión se produce en x = 26861.: 1–2  Sin embargo, Littlewood mostró en 1914: 2  que hay un número infinito de cambios de signo de la función
{\displaystyle \pi _{4,1}(x)-\pi _{4,3}(x),\,}
de manera que el liderato de esta carrera cambia sucesivamente infinitas veces. El fenómeno de que π 4, 3 ( x ) está por delante la mayor parte del tiempo se llama polarización de Chebyshov. La carrera de los números primos generalizada a otros módulos es objeto de numerosas investigaciones; Pál Turán preguntó si se da siempre el caso de que π ( x; a, c ) y π ( x; b, c ) cambian posiciones cuando a y b son coprimos con c. Granville y Martin le dan una exposición completa y estudiada.